# روب فلمنج
روب فلمنج هو سياسي كندي، ولد في 11 نوفمبر 1971 في وندسور في كندا. حزبياً، نشط في الحزب الديمقراطي الجديد في كولومبيا البريطانية ‏.